# رامون فاگواگا
رامون فاگواگا (اسپانیایی: Ramón Fagoaga‎؛ زادهٔ ۱۲ ژانویهٔ ۱۹۵۲) بازیکن فوتبال اهل السالوادور بود.
از باشگاه‌هایی که در آن بازی کرده‌است می‌توان به اشاره کرد.
وی همچنین در تیم ملی فوتبال السالوادور بازی کرده‌است.